# Joturus
Joturus is een monotypisch geslacht van straalvinnige vissen uit de familie van harders (Mugilidae) en de orde van baarsachtigen (Perciformes).

## Soort
- Joturus pichardi Poey, 1860